# Madrugada (pel·lícula)
Madrugada és una pel·lícula dramàtica coproducció hispano-argentina estrenada el 1957 i dirigida per Antonio Fernández-Román. Fou rodada a Barcelona. El seu argument està basat en l'obra de teatre homònima d'Antonio Buero Vallejo i influït per Sol davant el perill de Fred Zinnemann.

## Sinopsi
En el moment de la mort, un artista plàstic ric, Mauricio, intenta desvelar-li un secret a Amelia. Com que no ha fet testament, ella reuneix els seus familiars, amb els que no tenia bona relació, per tal d'obtenir alguna informació que li pugui revelar el secret 

## Premis
Medalles del Cercle d'Escriptors Cinematogràfics
| Any  | Categoria                | Pel·lícula                  | Resultat   |
| ---- | ------------------------ | --------------------------- | ---------- |
| 1957 | Millor actriu secundària | Mari Carmen Díaz de Mendoza | Guanyadora |
| 1957 | Millor actriu estrangera | Zully Moreno                | Guanyadora |